# محمد العمري (لاعب كرة قدم مواليد 1997)
محمد إبراهيم العمري (مواليد 7 سبتمبر 1997) هو لاعب كرة قدم سعودي لعب سابقاً في نادي قلوة.